# Preis-Leistungs-Methode
Die Preis-Leistungs-Methode ist eine Weiterentwicklung der Nutzwertanalyse. Sie ist geeignet für multikriterielle Entscheidungen.
Das Preis-Leistungs-Modell von Heinz Lothar Grob soll einige Defizite der Nutzwertanalyse ausgleichen, wie die Konstanz des Grenznutzens, die Dimensionslosigkeit des Ergebnisses der Nutzwertanalyse, die Unabhängigkeit der eingehenden Kriterien und die globale Sichtweise der Kriterien.
Das Modell besteht aus zwei Teilsystemen, der Preisplanung und der Leistungsplanung, und kann mithilfe der linearen Programmierung berechnet werden. Das Preis-Leistungs-Modell ist ein Brückenschlag zwischen der normativen und der deskriptiven Entscheidungstheorie, weil anstelle von monetären Zielwerten (TCO-VOFI) auch entsprechende Sicherheitsäquivalente verwendet werden können (Bernoulli Risikonutzentheorie).
Der Name soll das Praxisproblem des angemessenen Preis-Leistungs-Verhältnisses widerspiegeln.
- Preisplanung = Beschaffungspreis (sämtliche Auszahlungen gehen in den Projektpreis (Preis) ein)
- Leistungsplanung = Ansprüche werden als Kann- oder Sollgrößen gegenübergestellt. Die Dimensionen bleiben erhalten. Die Ansprüche können als Gleichungen oder Ungleichungen formuliert werden.
- Primärziel: Einhaltung der Ansprüche
- Sekundärziel: Minimierung/Maximierung von Zielwerten.